# Panysinus grammicus
Panysinus grammicus är en spindelart som beskrevs av Simon 1902. Panysinus grammicus ingår i släktet Panysinus och familjen hoppspindlar. Inga underarter finns listade i Catalogue of Life.